# کارگران مشغول کارند
کارگران مشغول کارند دومین ساخته مانی حقیقی است که در سال ۱۳۸۴ بر اساس طرحی از عباس کیارستمی ساخته شد. این فیلم از جمله فیلم‌های توقیف شده سینمای ایران است.

## داستان
داستان فیلم ماجرای چهار دوست قدیمی است که از تعطیلات ناموفق اسکی خود، در حال بازگشت به خانه‌اند. این افراد دکتر، مهندس و تاجر هستند و دوران بحرانی سنین میانی خود را پشت سر می‌گذارند. در توقفی کوتاه در کنار جاده‌ای کوهستانی به تخته سنگی عجیب بر می‌خورند و همچون بچه‌های بازیگوش، تلاش می‌کنند که تخته سنگ را به قعر دره پرتاب کنند، کاری بیهوده، که نتیجه‌ای جز ناکامی بدنبال ندارد. در انتها وقتی همه ناامید و خسته از تلاش دست می‌کشند تخته سنگ خود به خود به دره پرتاب می‌شود.

## بازیگران
| بازیگر          | نقش      |
| --------------- | -------- |
| آتیلا پسیانی    | مرتضی    |
| محمود کلاری     | محسن     |
| احمد حامد       | محمد     |
| امید روحانی     | نادر     |
| فاطمه معتمدآریا | مینا     |
| رضا کیانیان     | جلیل     |
| مهناز افشار     | سحر      |
| میترا گرجی      | شیوا     |
| سیامک احصایی    | اسفندیار |
| رعنا آزادی‌ور    |          |

## جایزه

### بین‌المللی
- برنده جایزه هیئت داوران جشنواره بین‌المللی فیلم داکا ۲۰۰۸
- برنده جایزه بهترین فیلمنامه جوایز فیلم آسیایی ۲۰۰۷
- برنده جایزه نتپک جشنواره فیلم شب‌های سیاه تالین ۲۰۰۶
- نامزد جایزه بزرگ جشنواره فیلم شب‌های سیاه تالین ۲۰۰۶
- نامزد جایزه بهترین فیلم جشنواره فیلم توکیو فیلمکس ۲۰۰۶

### جشنواره فجر
| جشنواره                         | قسمت                         | نامزد      | نتیجه    |
| ------------------------------- | ---------------------------- | ---------- | -------- |
| بیست و چهارمین جشنواره فیلم فجر | سیمرغ بلورین بهترین فیلمنامه | مانی حقیقی | برنده    |
| بیست و چهارمین جشنواره فیلم فجر | بهترین فیلم هنر و تجربه      | مانی حقیقی | نامزدشده |